# Associazione Sportiva Sora 1998-1999
Questa voce raccoglie le informazioni riguardanti l'Associazione Sportiva Sora nelle competizioni ufficiali della stagione 1998-1999.

## Rosa
| N. |                   | Ruolo | Calciatore                   |
| -- | ----------------- | ----- | ---------------------------- |
|    | Italia (bandiera) | A     | Maurizio Balestrieri         |
|    | Italia (bandiera) | C     | Stefano Bellè                |
|    | Italia (bandiera) | C     | Vincenzo Bencivenga          |
|    | Italia (bandiera) | C     | Luca Campanile               |
|    | Italia (bandiera) | C     | Marco Capparella             |
|    | Italia (bandiera) | D     | Maurizio Cavallo             |
|    | Italia (bandiera) | D     | Francesco Cirelli            |
|    | Italia (bandiera) | D     | Riccardo Contadini           |
|    | Italia (bandiera) | P     | Domenico Costantini          |
|    | Italia (bandiera) | D     | Ercole D'Eustacchio          |
|    | Italia (bandiera) | D     | Josè Del Nunzio              |
|    | Italia (bandiera) | D     | Alessandro Di Giovannantonio |
|    | Italia (bandiera) | D     | Paolo Ferretti               |

| N. |                   | Ruolo | Calciatore          |
| -- | ----------------- | ----- | ------------------- |
|    | Italia (bandiera) | C     | David Fiorentini    |
|    | Italia (bandiera) | C     | Francesco Miano     |
|    | Italia (bandiera) | D     | Luca Monari         |
|    | Italia (bandiera) | C     | Ivan Omizzolo       |
|    | Italia (bandiera) | C     | Fabrizio Perotti    |
|    | Italia (bandiera) | C     | Francesco Pistolesi |
|    | Italia (bandiera) | C     | Daniele Quadrini    |
|    | Italia (bandiera) | C     | Morris Manolo Ripa  |
|    | Italia (bandiera) | P     | Pantaleo Roca       |
|    | Italia (bandiera) | A     | Alessandro Spaziani |
|    | Italia (bandiera) | D     | Ernesto Terra       |
|    | Italia (bandiera) | A     | Andrea Zafferi      |